# 堀江貴文
堀江 貴文（ほりえ たかふみ、1972年〈昭和47年〉10月29日 - ）は、日本の実業家、著作家（書籍・動画）、政治活動家、投資家、タレント、参議院議員私設秘書、YouTuber。
愛称は「ホリエモン」であるが、堀江本人があだ名やペンネームなどを名乗る際には「たかぽん」を自称している。SNS media&consulting株式会社ファウンダー、インターステラテクノロジズ株式会社ファウンダー、ゼロ高等学院主宰、株式会社7gogo取締役、日本ゴルフ改革会議委員、Jリーグアドバイザー、大阪府・大阪市の特別顧問（国際博覧会（万博）担当）、ライブドア（4代目）エグゼクティブ・アドバイザー、北九州市アドバイザー、北九州下関フェニックスオーナー。CROSS FM代表取締役会長。
ライブドア（2代目）代表取締役社長CEO、エイシス代表取締役などを歴任した。ライブドア事件（後述）を起こしている。

## 概要
東京大学在学時にインターネット事業会社オン・ザ・エッヂを設立。売上高2億5000万円で東証マザーズに上場。後に社名をライブドアに変更し、会社を時価総額8000億円、売上高784億円企業に成長させ、「時代の寵児」と目される。メディアにも多く取り上げられ日本でも有数な著名起業家となっていく。
多種多様な事業展開をしていきプロ野球球団買収、テレビ局グループ買収に乗り出し、その後もさまざまな事業を手掛けている。インターステラテクノロジズでは宇宙事業を展開し、日本の民間ロケットとしては初めて宇宙空間に到達した。

## 経歴

### 生い立ちから大学進学まで
1972年10月29日、福岡県南部の山間部に位置する八女市龍ヶ原に長男として生まれる。一人っ子。
母親は八女市で生まれ育ったが、父親は同県八幡市（現：北九州市）に生まれた。

#### 小学校
1979年、八女市立岡山小学校に入学。小学1年生から6年間、母の方針により柔道を習った。片道30分かけて自転車で警察の柔道道場に通い、1時間半の猛練習をすることが週3日続いた。理不尽な指導や体罰もあり、ひたすら苦痛だったと語っている。
テストや教科書が簡単すぎてつまらなくなり、算数のテストを10分で解き上げクラスメイトの答案の採点をしていた。ここが自分の居場所ではないと感じていたころ、小学3年生の担任が久留米の全教研という進学塾に行くことを勧めた。それまで塾はお金持ちの子供か勉強のできない子供が行くところと思っていたが、4年生から通うことになる。
久留米での生活は、塾のある日は柔道を休むことができ、刺激的な友人と出会え、美味しいものも食べられ、塾の講師陣の教え方がうまく授業のレベルも高かったため、勉強が楽しくなったと語っている。

#### 中学
1985年、久留米大学附設中学校・高等学校に進学。このときの中学・高校時代の同級生に古賀篤・三木雄信・孫泰蔵がいる。これと同時期に映画「ウォーゲーム」を観たことをきっかけにコンピュータと出会う。この年はつくば万博が開催されたこともあり、子どもたちの科学やSFに対する関心が高まっており、貴文も科学雑誌を読み漁っていた。そこで両親を説得し、合格祝いに日立のMSXパソコン「H2」を買ってもらうと、毎日深夜までプログラミングに明け暮れた。
その後、初心者用のMSXパソコンでは満足できなくなり、両親から20万円を借りて「PC－8801mkII FR」を購入。借金は新聞配達で返済した。
中学2年生のとき、当時としては珍しいCAIによる英語スクールでパソコンを使用していたところ、塾講師からすべてのパソコンを日立からNECの新しいパソコンに入れ替える際に、教材システムの移植作業をやらないかという話を受けた。これを受け入れ、約1か月かけて完成させることで10万円の報酬を受け取った。

#### 高校
ますますコンピュータに熱中したしたことで、当時の標準言語であったBASICのみならず、より高度なプログラミング言語も習得していき、複雑なプログラ厶まで組めるようになっていった。一方で、勉強は疎かになってしまい、入学当時トップ10クラスだった成績は高校進学時には学年200人中199番（ワースト2）まで下がってしまった。また同時期にパソコンを取り巻く環境に幻滅したことでコンピュータからも離れてしまう。
高校在学時に同級生の多くは九州大学への進学を考えていたが、同様に進学した場合、実家からの通学を強制される可能性があるため、地元から遠い場所で、両親でも知っていて説得材料になる大学、東京大学を目指すことにした。この時すでに受験の半年前でありながら東京大学文科三類に現役合格する。

### 会社設立
大学在学中、プログラミングのアルバイトでインターネットと出会う。
1996年4月、有馬あきこらと共に有限会社オン・ザ・エッヂを設立。同社設立後に東京大学を中退した。資本金には、有馬の父からの出資600万円が用いられた。1997年に株式会社に改組。同社はインターネット黎明期に、いち早くホームページ制作・管理運営を行う会社として注目を集め、レコード会社などの一流企業のサイト制作を請負った。
2000年4月に売上高2億5000万円で東証マザーズに上場した。2002年、経営破綻した旧ライブドア社から営業権を取得した上で、ライブドアへ社名を変更した。ライブドアは証券取引法違反（ライブドア事件）により、2006年4月14日に上場廃止となった。

### 球団買収計画と失敗
2004年に経営難でオリックス・ブルーウェーブ（現：オリックス・バファローズ）との合併が決定されたプロ野球球団、大阪近鉄バファローズの買収を申し出た。買収の申し出を拒否されると、今度はそれまで球団のなかった東北に新球団を設立する計画を発表。球団名を「仙台ライブドアフェニックス」とし、監督としてトーマス・オマリーを迎えると発表した。本業の競合他社でもある楽天と参入を競い合うが経営体力の不足などが指摘され、審査の結果、楽天（東北楽天ゴールデンイーグルス）の参入が決定し、ライブドアの参入は実現しなかった。のちに「（プロ野球のドンである）ナベツネに挨拶しとけば買収できたし、ニッポン放送買収もなかったから捕まることはなかった（笑）」と語っている。

### ニッポン放送買収計画と失敗
2005年2月、自身が社長を務めるライブドアがニッポン放送の株の35%を取得、同社最大株主となった。同月中にさらに40.1%まで買い増し、最終的にニッポン放送を子会社化することに成功する。しかし、メディアなどの圧力でリースなどが出来なくなり、4月、ライブドアの所有するニッポン放送株式全てをフジテレビジョンが取得したことで買収は失敗した。

### 政治活動

#### 第44回衆院選への出馬と落選

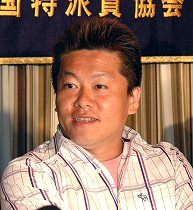
外国特派員協会での記者会見

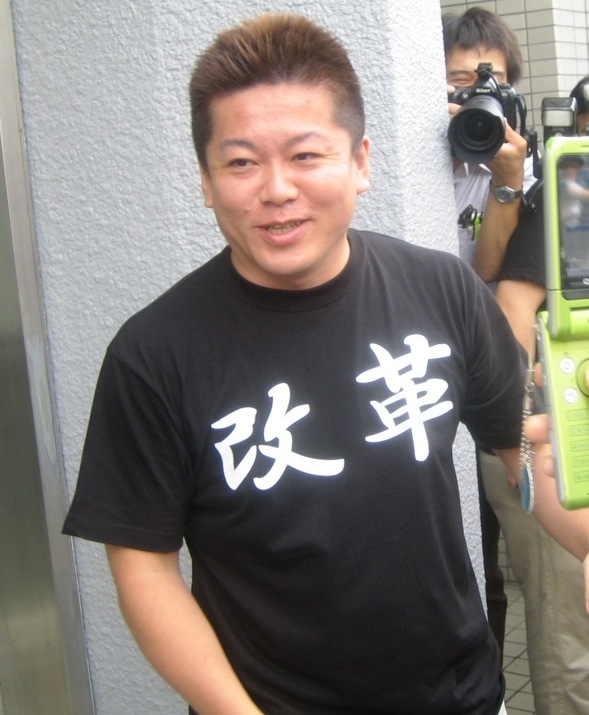
尾道で事務所開きをする堀江

2005年8月16日、いわゆる「郵政解散」に伴う総選挙において、自由民主党から福岡1区での立候補を打診されたが、出馬は未定であるとした。一方、民主党（当時）の岡田克也代表（当時）とも会談を行うが、同党からの立候補は見送られた。
堀江は自民党の説得に応じず、ライブドアの社長を辞めないことを表明。堀江は無所属として、郵政民営化反対の急先鋒であり、当時自民党を離党し国民新党を結党した亀井静香の選挙区である旧広島6区（尾道市、三原市など、現在は広島5区に再編）で立候補すると発表した。前述の経緯により名目上は無所属候補であったが、立候補の記者会見を自民党本部で行っていたこと、広島6区で自民党・公明党が候補を擁立しなかったこと、武部勤自民党幹事長（当時）や竹中平蔵経済財政政策担当大臣（当時）など自民党大物幹部が堀江の応援演説に訪れていたことから、自民党による亀井への対立候補（いわゆる刺客）として世間から認知されるようになった。武部はこの際「我が弟です、息子です」と堀江を持ち上げた。対立候補の亀井は、堀江について「自民党の刺客が自民党を名乗らない。忍者かね」と批判した。9月6日には、東京都内の日本外国特派員協会講演で「憲法が天皇は日本の象徴であると言う所から始まるのは、はっきり言って物凄く違和感を覚える」「歴代の首相、内閣、議会が変えようとしないのは多分、右翼の人達が怖いから」「インターネットの普及で世の中の変化のスピードが速くなっているから、リーダーが強力な権力を持つ大統領制にした方が良い」という天皇の否定とも取れる発言が物議を醸した。選挙特別番組でも亀井が「自民党が天皇を否定するような人物を擁立すべきでない」と述べ、自民党幹事長代理の安倍晋三らに対し不満を漏らした。
選挙の結果は、亀井の地盤である広島6区では厳しい選挙戦を強いられ、公明党支持者からの票を得るために「比例は公明党に」と連呼して終盤で追い上げたが、結局は亀井静香11万票に対して次点の8万4000票で落選した。民放の開票速報番組で「比例は公明」と訴えていたことについて丸山和也（のちの参議院議員）に真意を尋ねられると、「公明党は改革を支持している政党だから」と発言した。
落選後、今後の衆院選で同じ広島6区から出馬する意向を示唆していたが、翌年の証券取引法違反事件で東京地検に逮捕されたことにより、4年後の2009年8月の総選挙には出馬しなかった。また2010年の参議院選挙ではかつての対立候補であった亀井静香より国民新党からの出馬を打診されたが辞退している。

#### 衆院選後の活動
2010年の参院選では田村耕太郎（民主党）・中田宏（日本創新党）・松田公太（みんなの党）の応援演説に立った。2014年東京都知事選挙では、実業家の家入一真を支援。2017年1月、大阪府市の特別顧問に就任した。
2021年10月の第49回衆議院議員総選挙および2022年4月の参議院石川県選挙区補欠選挙では、堀江の秘書を務める齊藤健一郎がNHK党から立候補した。堀江は両選挙においてNHK党の街頭演説に参加したほか、衆院選では同党の立花孝志党首と共に政見放送にも出演した。2022年7月の第26回参議院議員通常選挙では、無所属で東京都選挙区から立候補した乙武洋匡の応援演説を行った。

### 芸能活動
2005年大晦日の『第47回輝く!日本レコード大賞』で最優秀新人賞のプレゼンターを務めた際、「来年、自分も歌手デビューします」と発表した。翌年3月の歌手デビューが決定していたが、本人逮捕により取りやめとなった。
2011年6月27日発売の『週刊プレイボーイ』で初のヌードを披露。仮釈放中の2013年4月には同誌に見開きでヌードが掲載された。2度目のヌードは1度目と同じポージングであるものの、体型はほっそりし、イチゴ柄のパンツを着用していた。
刑期満了後の2014年1月、茂木健一郎・金杉肇とのユニット「ハッカーズ」を始動。「音楽には力がある。例えば僕の講演会で寝てるような人にも歌なら伝わるんじゃないか」とコメントした。3月にはロックバンド鴉のシングル『巣立ち』収録曲「巣立ち～ホリエモンボーカルver.」でCDデビューを果たした。
2025年1月、日本コロムビアから演歌歌手として再デビュー。
演歌でのデビューに際してはボイストレーニングを行った。学生時代の十八番は中森明菜の「DESIRE -情熱-」など熱唱系で、金杉肇は堀江の歌の才能を高く評価している。

### 宇宙開発事業
2005年10月、観光を目的とした宇宙旅行ビジネスを目指す予定で、数十億円の個人出資によるプロジェクト「JapanSpaceDream」を発表した。何度もロケット打ち上げを成功させた実績があるロシアの宇宙機関「NPOマシーナストレイヤナ」と、カプセルを保有する米国企業エクスカリバー・アルマースを運営母体とし、堀江貴文が投資する形で、民間宇宙旅行ビジネスに参入した。
2013年7月、TEDxSapporoにて宇宙開発に関するプレゼンを行った。2014年11月、エクスカリバー・アルマース社が購入した宇宙船が、実際には宇宙旅行に使えないものであったとして、投資金など4900万ドル（56億円）の返還を求める訴訟を起こした。
2015年12月、ロケット開発の事業拠点である北海道大樹町に住民票を移したが、2020年4月27日に再度の住民票異動を表明した。翌28日に、翌月の5月2日から5月6日の間に予定していた観測ロケット「MOMO５号機」の打ち上げ延期を大樹町から要請されている件について、「色々提案してみたのですが役場はゼロ回答でした」とツイートした。

### 北九州市での事業展開
2021年、プロ野球独立リーグ・九州アジアリーグに所属するプロ野球チーム「福岡北九州フェニックス」を設立。取締役としてチームの財務基盤強化に関わるほか、将来的なボールパーク建設構想も示している。2022年にはチーム名を変更して隣接する山口県下関市も本拠地に加え、同市市長の前田晋太郎と面会しふるさと納税での協力を提案。「下関のポテンシャルだと100億円集まってもおかしくない」と述べた。
2023年9月6日、北九州市に本社を置くFMラジオ局のCROSS FMを買収し、代表取締役会長に就任。同年9月22日に開いた記者会見において、新たな経営体制のキャッチコピー「電波をつかった、大実験をしよう」を発表、人工知能の活用や著名人とコラボした大型集客イベントの開催など新事業を展開し、オール九州を世界に向けて発信する「新たなメディア企業」として挑戦する方針を示した。
また同日、北九州市アドバイザーへの就任を発表。製鉄業などオールドエコノミーとされるレガシーを活用しながら、同市における新しいスタートアップを作る方向性を示した。堀江と同じ久留米大学附設中学校・高等学校出身でもある北九州市長の武内和久は「新しいビジネスや価値を伸ばす知見を貸してほしい」と期待を述べている。

### 予防医療活動
予防医療に関する正しい知識の普及を目的として、一般社団法人予防医療普及協会を2016年9月に設立した。ピロリ菌啓発プロジェクト「ピ」を行う。
同協会のプランとして、2019年のトークショーで病気の普及啓発のために糖尿病の恐ろしさを伝えるホラー映画を発案している。
日本ではHPVワクチンの接種状況に遅れがあったが、これは安倍昭恵が反ワクチン派であるためで、首相が菅義偉に代わった途端に流れが変わったと、堀江は考えている。
一方で、以前付き合っていた女性が子宮頸がんの前がん状態になり手術をしたことをきっかけに、HPVワクチンを自ら接種して啓発も行っているが、HPVワクチン被害者の会会員から、ワクチン副作用だと思っていたが精神科で治った、しかし被害者の会でそれを伝えると攻撃される旨聞いたとも語っている。
2019年、参議院選挙に立候補している政治家全員に、HPVワクチンの積極的な勧奨再開に対して賛成か反対かというアンケートをとってその結果を公表する会見を厚生労働省で行ったがニュースにならず、関係者はリスクを取らないと分析している。
女性の健康に関わる社会的課題の解決にも取り組んでおり、「女性の健康問題」の解決なくして女性の社会進出が進むわけがないとの立場に立つ。産婦人科医の三輪綾子との共著を出版している。
2025年3月、本人がコロナワクチンを6回打ったということについて、接種していないとする動画配信者を名誉毀損を訴えると表明した。動画は19万回超再生したと報じられている。

### 健康寿命伸延事業
堀江は、人生100年時代を見据え、いつまでも若々しく健康な生活を送ることを支援する健康寿命伸延事業に積極的に取り組んでいる。この事業の一環として、健康と幸福をテーマにした商品を提供する株式会社徐福の商品開発に監修・プロデュース役として関わっている。
堀江の健康寿命伸延に対する想いは、2022年に予防医療普及協会と共著した『不老不死の研究』で詳述されている。「子どものころ、死ぬのが怖くて怖くて仕方なかった」との言葉から始まり、健康で長生きするために取り組んできた経緯が語られている。科学とイノベーションを通じて健康寿命を延ばす可能性を信じ、「すべての人に、いつまでも健康に人生を満喫してほしい。みんなのQOLを一歩ずつ向上させるために、これから私はますます奮闘していく」と述べている。
健康寿命伸延事業の第一歩として、2020年に徐福から次世代アンチエイジングと言われるNMNを高配合したサプリメントを発売した。2021年には同社から「SUIT make me excited」というメンズブランドを立ち上げる。堀江監修のもと、2021年8月には高級素材のみを厳選した「SUITボディオイル」、2021年10月には血流改善・疲労回復が期待されるL-シトルリンを高配合した「SUITサプリメント」を市場に送り出した。さらに、第5世代型美容成分と言われるエクソソームを活用した商品開発にも着手している。
2023年9月には、新製品開発資金を募るクラウドファンディングを実施し、1000万円以上の支援を集めた。2023年10月には、エクソソームを高濃度配合し先進の再生医療技術を取り入れたメンズ向けスキンケア製品「SUITオールインワンゲル」を発売した。また、月刊誌『GOETHE』での連載「金を使うならカラダに使え!」を通じて、美容や医療の最先端情報発信も行っている。

## ライブドア事件

### 証券取引法違反容疑による逮捕
- 2006年1月16日 - 証券取引法（以下「証取法」）違反容疑により、六本木ヒルズのライブドア本社や堀江の自宅など、東京地検特捜部による家宅捜索が行われる[57]。
  - 1月23日 - 証取法違反（風説の流布、偽計取引）容疑で東京地検特捜部により、財務担当の取締役宮内亮治、ライブドアマーケティング社長岡本文人、ライブドアファイナンス社長中村長也と共に逮捕される。2月13日、起訴。
  - 2月22日 - 証取法違反（有価証券報告書虚偽記載）容疑で再逮捕。同時に熊谷史人代表取締役も逮捕される。3月14日、追起訴。
  - 3月16日に岡本、翌3月17日宮内と中村、熊谷は4月5日にそれぞれ保釈されたが、堀江の保釈請求は通らなかった[58]。
  - 4月26日 - 東京地裁は、堀江から出されていた3回目の保釈請求に対し、保釈を決定した。保釈保証金は3億円。堀江側はこれを小切手ですぐに支払ったが東京地検が準抗告したため、保釈の執行は停止された。翌4月27日、東京地裁は東京地検の準抗告を棄却し堀江の保釈が認められる。
  - 4月27日 - 21時40分頃、94日ぶりに保釈され公の前に姿を現わした。大勢の報道陣にフラッシュをたかれカメラを向けられるなか、報道陣に軽く会釈し、「ライブドア社員、ライブドア関係者や株主の皆様にご心配をかけました」と語り車に乗り込んだ。保釈後は自宅のある六本木ヒルズへと戻った。体重は15 ㎏減ったという[59]。
  - 6月20日 - 前年に起きたニッポン放送の経営権問題での、村上ファンドの村上世彰前代表とのインサイダー取引をめぐって、東京地検特捜部から参考人聴取を受ける。
  - 9月4日 - 東京地裁で初公判。罪状認否では「起訴状は悪意に満ちて書かれている」「そのような犯罪も指示もしたことがなく、起訴されたことは非常に心外だ」と起訴事実を全面否定、無罪を主張し、検察側と全面的に対決する姿勢を見せた。この後11月28日までに合計26回の公判を行った。この間、検察官から「（自身の肩書である）CEO、って何ですか？」と言う質問に、「かっこいいからですよ」と答えた。
  - 12月22日 - 論告求刑において、検察官は「一片も反省の意が感じられない」と堀江を痛烈に批判し、懲役4年を求刑。
- 2007年1月26日 - 最終弁論が開かれる。堀江は涙声で「取り調べなしに突然逮捕された」「おまえをつぶすという意気込みで、こちらは商売できない」などと、検察とは逆に堀江側が検察を非難した[60]。
  - 3月16日 - 東京地裁で判決公判が行われ、小坂敏幸裁判長は「上場企業の責任者としての自覚が微塵も感じられない」などと述べ、懲役2年6か月の実刑判決（求刑懲役4年）が言い渡された。主任弁護士の高井康行弁護士は後の記者会見で「非常に不当な判決」として東京高裁に即日控訴した。保釈金2億円を追加納付して再保釈。
- 2008年2月22日 - 東京高裁にて控訴審が行われたが、堀江自身は混乱の恐れがあるとして出廷しなかった。
  - 7月25日 - 東京高裁は堀江の控訴を棄却し、1審の懲役2年6か月の実刑判決を支持した。弁護側は最高裁に即日上告した。
- 2011年4月26日 - 最高裁（第三小法廷）は上告を棄却。懲役2年6か月の実刑判決が確定した。これに対して28日、「被告の職業を不詳とした決定は不当」と異議申し立て。
  - 5月20日 - 同小法廷は異議申し立ても棄却し、収監される事が決定した。
  - 6月20日 - モヒカン頭で東京高等検察庁に出頭し、東京拘置所に収監される。六本木の自宅から東京高等検察庁出頭までの一部始終は、ニコニコ動画の「ホリエモンチャンネル」と、ニコニコ生放送「緊急生放送！密着 堀江貴文収監のすべて」で生中継された。
  - 6月30日 - Twitterにて「ながのなう」と呟き、長野刑務所への移送を明らかにした。

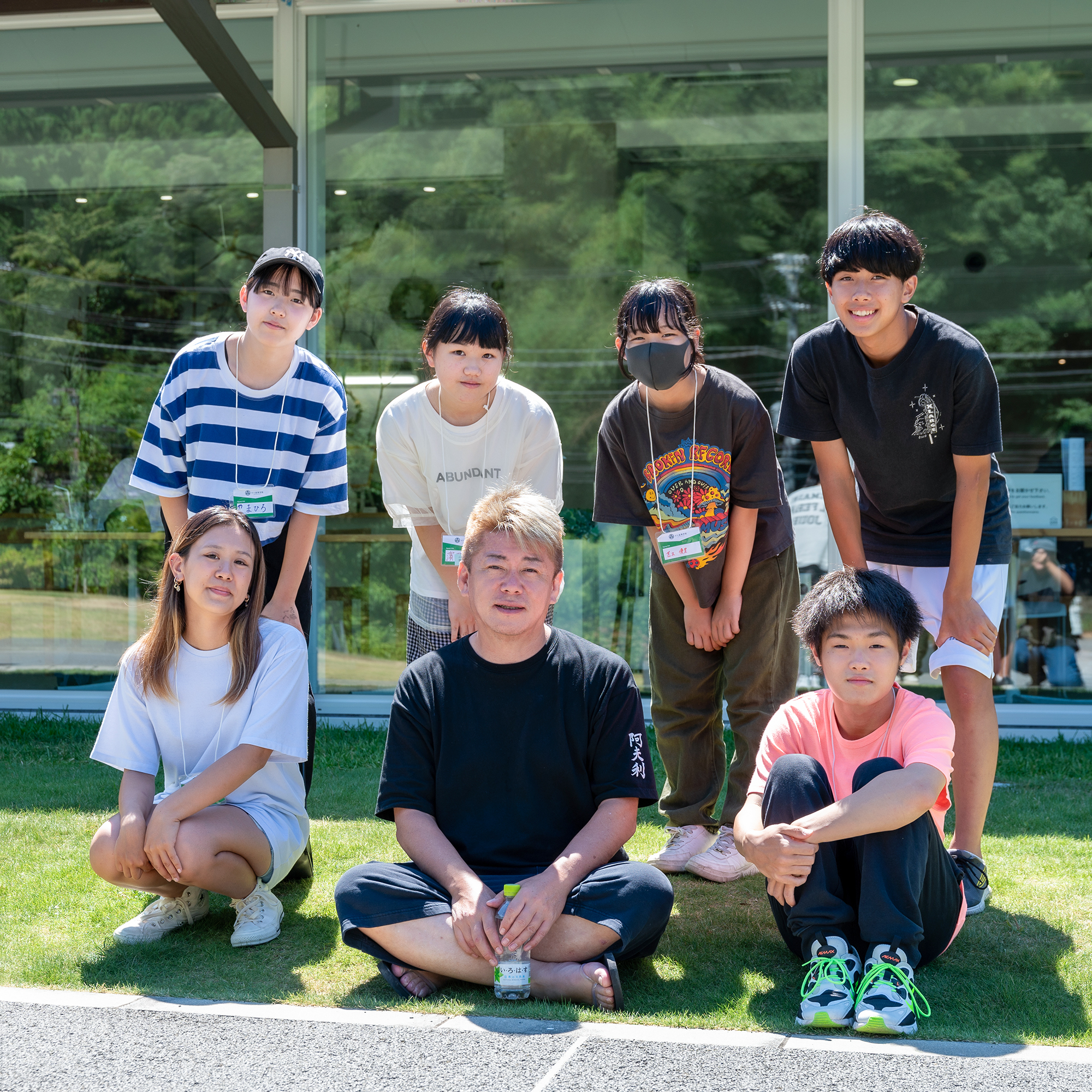
"ホリエモン 1 DAYキャンプ" in 高尾山にて
(2023年9月撮影)

- 2013年3月27日 - 長野刑務所から仮釈放（刑期の74%）。
  - 11月10日 - 刑期満了。

### 偽計取引、風説の流布
東京地検特捜部の指摘によると、ライブドアが実質的に支配する投資事業組合が、すでにマネーライフ社を買収していたにもかかわらず、増資や架空売り上げを計上するなどし、ライブドアマーケティング社（現・メディアイノベーション）が、それら事実を偽って公表したとするもの。判決によると、粉飾により時価総額を高めて高い企業価値を偽装して他社を買収するなど、虚像により社会を欺いた点が極めて悪質とされた。その結果、単なる粉飾決算であるほかの事例（日興コーディアル証券など）よりも重い刑罰が確定した。

### 有価証券報告書の虚偽
東京地検特捜部の指摘によると、ライブドアの2004年9月期の連結決算では経常赤字であったにもかかわらず、架空売上の計上、投資事業組合を通じたライブドア株式売却による投資利益を売上に計上し、50億3400万円の経常黒字であるとする虚偽の有価証券報告書を提出したとするもの。

### 事件に関連し報道されたエピソード
- 2006年1月23日から4月27日まで東京拘置所での勾留中、堀江は韓国語の勉強をしたり、史記や山崎豊子の小説『沈まぬ太陽』など、文庫本を200冊以上読んでいた。『沈まぬ太陽』に関しては、これに感銘を受け、保釈後の5月21日、日本航空123便墜落現場の御巣鷹の尾根へ登り、慰霊を行った。
- 保釈後は、基本的に自宅の六本木ヒルズからは1歩も出ず、通信販売などで買った食品を自分で料理したり、出前を頼む毎日であったという。
- 過去の部下である宮内亮治や熊谷史人は先に初公判を済ませ、「堀江の指示」を強調し、起訴事実を大筋で認めていた。一方、堀江は公判前整理手続に際して、起訴事実を徹底的に否認し、検察側と徹底抗戦していたが、最高裁の上告棄却決定により、堀江側の全面敗訴という結果に終わることとなった。それでも堀江は、「自分は無罪で、事件は検察側のでっち上げだ」と主張し続けた。
- 2006年8月に、サイバーエージェントの藤田晋社長が、同社最高技術責任者（CTO）として検討していたが、刑事裁判がまだ終わっていないため、実際には入社しなかった。しかしこれを機に堀江は、その返礼として、一時的のみではあったが、自身のブログスペースを、古巣のライブドアブログからサイバーエージェントが運営するAmebaブログに移転させていた。

### 一審での有罪判決後
- 判決を受けて、以前衆院選を争った国民新党の亀井静香代表代行は「まだ若いんだから、これからスタート切ってほしい」とエールを送り、「わが息子」と持ち上げた武部勤元自民党幹事長は「裁判は裁判」と淡々と述べた。また、小泉純一郎元首相は報道陣に対して「親しき仲にも礼儀あり」とした。
- 弁護団を変更した。
- 2011年4月、最高裁判所が上告棄却し、懲役2年6か月の実刑判決が確定。
- 2011年6月20日に、長野刑務所へ収監された。
- 収監直前、『週刊プレイボーイ』でセミヌードを披露[32]、仮釈放後の2013年にも同誌で再びセミヌードを披露した[33]。

### 収監後
- 収監後も面会したスタッフを通して、Twitterやメールマガジン等での社会的活動を継続。書籍を出版するなど、精力的な活動をしていた。
- 有料メルマガの創刊3週間の有料登録数は日本で歴代1位となり、収監中も読者数1位を維持し続けた。
- 入所時には95キログラムあった体重が、長野刑務所の規則正しい生活により、65キログラムにまで落ちた。
- 模範囚を貫き、主な刑務作業は高齢受刑者の介助。
- 長野県の刑務所に入ったのが縁で、2011年3月に発生した長野県北部地震で大被害を受けた下水内郡栄村に、長野刑務所での作業報酬の10倍の金額を寄付している。
- 収監中、前歯がポロっと抜けた（のちに殴られて折られたという記述あり）。前歯の治療は中学生のころから行っている[61]。

### 釈放後
- 2013年3月27日朝、長野刑務所から仮釈放となった。ニコニコ生放送を介して記者会見を行った。
- 2013年6月3日、堀江が出資する株式会社SNS（現・インターステラテクノロジズ株式会社）がサイバーエージェントとの折半出資により、グループトークアプリ「755」を開発する会社・株式会社7gogoを設立[62]。
- 2013年12月、クラウドファンディングのCampfireにて、目標額の150万円を上回る約522万円の支援金が集まり、2014年1月から5月、東京・仙台・札幌・大阪・福岡・松山・広島の7都市で無料講演ツアーを実施した[63][64]。
- 2014年2月、六本木ヒルズレジデンスとの契約更改を断られたことで、定住先を失ったため、ノマド生活を開始した。
- 2014年2月、茂木健一郎・金杉肇と共に音楽ユニット・ハッカーズを結成し、デビュー曲『ゼロ〜裸の俺たち〜』を配信した。
- 2014年7月、会員制のコミュニケーションサロンの第一期会員の募集を行い、8月からサービスを開始した。
- 2016年5月、岡田斗司夫らと共に「みんなのアニメプロジェクト」をスタート。制作費をCAMPFIREで募り、234人から総額567万2555円が集まった[65]。
- 2018年7月26日、通信制の鹿島山北高校のサポート校として、生徒の体験を重視する教育機関「ゼロ高等学院」を開校することを発表した。ホームページで入学希望者を募集し、第1回の入学式は同年10月6日を予定している。
- 2020年1月12日、北海道でスノーボード中に腹部の激痛で救急搬送され、臍ヘルニアと診断されて同14日に手術を受ける[66][67]。
- 2023年2月14日、2022年9月にLINEから分社化され、その後ミンカブ・ジ・インフォノイドが買収したライブドアのエグゼクティブ・アドバイザーに就任したことが同社から発表された[13][68][69]。これにより、2009年12月のライブドア事件による和解協議に伴い、旧LDHの株式を全て譲渡して以来、13年ぶりにライブドアの商号を継承した法人および同名のメディア事業の経営に携わることになった[69][70]。
- 2023年9月5日、同日放送のラジオ番組『山崎怜奈の誰かに話したかったこと。』（TOKYO FM）にゲスト出演した際に地元・福岡県のラジオ局であるCROSS FMの全株式を知人2人と共同でDHCの創業者である吉田嘉明から取得することを明らかにした[71][72]。放送翌日の同月6日に株式譲渡契約が成立し、同局会長に就任したことから、長年の悲願であった放送局の買収と経営が実現することになった[15][72][73]。

### 民事裁判
- 2015年11月、ライブドアの粉飾決算事件によって損失を被ったとする個人投資家が、堀江らに損害賠償を求めた訴訟の判決で、東京地裁は「悪意や重大な過失があった」として計約9,200万円の支払いを命じた[74]。これに対して控訴の方針を示した[75]。

## 人物

### 恋愛・嗜好
秋田県出身の女性社員だった女性との結婚歴があり、それが「できちゃった結婚」であったことを明かしている。のちに離婚したものの、2000年生まれの息子がいて、子供の養育費は毎月送っている。このこともあり、堀江は「もう結婚はしない」と述べている。　
恋愛については「オレの場合『ぽっちゃり好き』で『年上好き』で」という人しか可能性がない。『若いイケメンが好きです』って言っている女性には、コテンパンにやられて傷だらけになるのが目に見えてる。自分がツライだけだもん」「オレは全然恋愛を優先させることもあるよ」などと話した。また、小学生の時に友達と喧嘩した際にブサイクと言われたことにショックを受け、女性と話すことに30歳ごろまで苦手意識をもっていた。大学時代から徐々に苦手意識を克服しており「大学生で起業してから、必然的に女性と話す機会が増えたんだよ。そこで思い切って話してみたら『なんだ意外とイケんじゃん』ってわかったの。そうやってちょっとずつ克服していっただけ」と話した。
アダルトビデオに造詣が深く、ソフト・オン・デマンド社は堀江のことを「AV評論家として名高い」と記した。また、2010年にAV女優を発掘し、全面プロデュースするプロジェクトの依頼を受け、子会社のSODクリエイト（SODster）よりAV女優Ninaをデビューさせた。前立腺を刺激するのが好みである。
2014年に首から下全身脱毛を行ったことを、自身のSNS・YouTubeなどで明らかにしている。アメリカ在住のライターが、下の毛のない状態だと日本の温泉では注目を浴びてしまうと発言したのに対し「てか、俺四年前に首から下全身脱毛したけど、銭湯とかに行ってもだれも見ないよ。単なる自意識過剰でしょこの人。パイパン女子めっちゃ増えてるし」とツイートした。
芸人だと、ハンバーグ師匠と小島よしおが好き。

### ネット上の発言
- 2011年2月4日放送のテレビ朝日系『朝まで生テレビ!』で、「中国や北朝鮮が日本に攻めてくるわけがない」、「尖閣諸島を明け渡しちゃえばいいじゃない」と発言、インターネット上で物議を醸した[80]。
- 2016年4月14日に起きた熊本地震で自身が出演するネット番組が延期になった際にTwitterで「熊本の地震への支援は粛々とするべきだが、バラエティー番組の放送延期は全く関係ない馬鹿げた行為。人のスケジュールを押さえといて勝手に何も言わずキャンセルするとはね。阿呆な放送局だ」と番組自粛を批判した[81]。
- 2019年6月、金融庁が「定年退職後30年の老後資金として年金以外に約2000万円が必要」とする報告書を公表したことから、同月16日日曜日、都内で政府の対応に抗議をするデモが発生した。これに対し翌17日、Twitterで「馬鹿ばっか」、18日には「本当そんな時間あったら働いて納税しろや。税金泥棒め」と発言した[82]。
- 2020年5月31日のYouTubeライブ配信で「野菜食べて偉い」とコメントされたことに激怒し「死ね、馬鹿。そういう奴らが大嫌いなんだよ」「野菜はおいしいから食べんの」「ちゃんと野菜食ってりゃえらいって、お前らが野菜が嫌いだったからそうなってんだよ」「野菜は美味しい食べ物なんだよ。野菜は美味しい食べ物なのに、お前らが野菜ちゃんと食えって言うからバカなんだよ」「死ね馬鹿。真面目に死んだ方がいいよ。お前らが煽ってんだよ。本当に死んだ方がいい」と述べた[83]。
- 2023年6月、日本郵政が、楽天グループ株で750億円超の損失を負うリスクが報じられた[84]。これに対し堀江は、信用不安を回避する最善の方法は、楽天がAmazonに買収されることで、第二はモバイル事業をやめることだと語った[85]。

### その他
- 「2005ユーキャン新語・流行語大賞」（「現代用語の基礎知識」選）の年間大賞には、「小泉劇場」と「想定内（外）」が選ばれた。「想定内（外）」は、ライブドア社長時代のフジテレビとの攻防をめぐり、頻繁に口にした言葉である。
- 小学生時代に仏教の四苦八苦を理解するインド哲学能力があり、色紙に「諸行無常」と書いているが、これは座右の銘を頻繁に問われるため「じゃあ、世の中の本質を書いてあげましょう」として選んだ言葉である。[86]。
- 何事にも「ハマる」ことが大事だという信条があり「何もかも忘れるくらいに没頭すること。英単語暗記もプログラミングもそれで楽しく乗り切った[21]」「『没頭』することができたときにその対象が好きになることができる。『仕事が好きだから営業に没頭する』のではなく、『営業に没頭したから、仕事が好きになるのである』。そういう無我夢中な体験である[18]」と述べた。没頭し仕事に取り組む際は「『将来の大目標』を意識し続けるのではなく『今日の目標』を達成することだけを考える[18]」べきであるとしている。堀江自身は自分を「できる人間」だとは思っておらず、好きなことに没頭していただけであり「ただ、遊びを徹底的に遊び尽くす！という『没頭力』は誰よりも強いと思う」と述べている[87]。
- トライアスロン・キックボクシング・サッカー・サバイバルゲーム・リバートレッキング・レーシングカート・ギター・ゴルフなど多くの趣味を持つ。
- 本屋・自動配送ロボット・日本酒・ゴルフイベント・教育（ゼロ高等学院）・作品のエージェント業などさまざまな銘柄に投資している。投資は「自分が欲しい物や、世の中がこうなったらいいな」というものを感じるものに行う[88]。
- 宇宙事業に従事しておりSNS株式会社の創業者である[89]。
- 自分の時間を相手のせいで奪われるということを嫌悪し、電話ではなくメール・Lineなどを好んでいる。「自分の時間を生きること」がビジネスマンとして大事だという考えをもち、限られた一生を幸福なモノにするためにはその必要があると著書に綴っている[90]。
- プライベートジェットHondaJetに体験搭乗し、「もう素晴らしくて」「乗り心地も快適」「騒音がまるでない」との感想をもち、HondaJet日本納入第1号機の共同所有者に名を連ねた[91]。
- 2015年7月よりJリーグアドバイザー[92] に就任し、Ｊリーグが推進するさまざまなプロジェクトに対して助言・提言を行う立場となった。「プレミアリーグよりもJリーグの方にポテンシャルがあると感じている」[93] と語っている。
- 公明党が自由民主党に軽減税率の対象に新聞を含めようと主張してきたことについて、TOKYO MX『5時に夢中!』にて「公明党がなんでそんなに言ってるかっていうと、支持母体の聖教新聞（にかかる消費税）が8％から10％になったら、激減すると思うんですよ、契約が」と主張した。司会者が軽減税率は食品が中心ではないかと聞くと、堀江はさらに「新聞が本命なんですよ、絶対にそうだと思う」と力説した[94]。
- 2018年6月、地元福岡のプロバスケットボールチームライジングゼファーフクオカ社外取締役に就任[95]。
- 2019年8月、週プレNEWSのweb記事で「『障害』なんて言われると、思い悩む人も多いはず。だから、これからの時代はなんとか障害みたいなものは、ポジティブに言い換えるべきだと思う」「（自身も）病院に行けばADHDだと診断されると思う」と発言している[96]。また、2023年4月の現代ビジネスのweb記事でも精神科医の和田秀樹氏との対談の中で、「発達障害は障害じゃないと思うんですけどね」といった趣旨の発言をしている[97]。
- 2020年1月、「サッカーだけではなく、エンタメとしての盛り上げを目指す」として「TOKYO2020 FC」およびその運営法人の「株式会社東京フットボールクラブ」を設立、東京都社会人サッカーリーグ4部に参戦する[98]。また、堀江自身も選手登録している。背番号は「11」[99]。
- 2021年2月24日、ベースボール・チャレンジ・リーグ（ルートインBCリーグ）の埼玉武蔵ヒートベアーズアドバイザーに就任[100]。球団側は球場への集客策の創出などを堀江に期待するとしている[100]。同年5月22日、福岡県北九州市を本拠とするプロ野球チーム「福岡北九州フェニックス」を設立して2022年から九州アジアリーグへの加盟を目指す意向であることが報じられた[101]。球団は報道通り2022年よりリーグ戦に参加している。
- 小学6年間で柔道をやっていた。もっとも、厳密には「やらされていた」とのことで、指導者が体罰や虐待を平然と行うことから嫌いであったという[102]。
- 政府が国民に最低限の所得を保障する制度「ベーシックインカム」に賛成している。「これからAI（人工知能）に仕事を奪われる」という悲観を持つ人が世の中には多いが、AIが仕事をして結果としてお金を人間に配って人間はおのおの好きなことをして生きていけるのであればそれで良いと考えている。人間が好きなことを仕事にしていれば「絶対やらなきゃいけない」種類の仕事の給料は上がるし、本気で働きたい人の勤労意欲も、おしなべて上がると予想している[103]。
- 大学進学・大学卒業資格の有用性を否定する立場を取っている。その理由として「授業は動画サイトやオンライン学習サービスの方が遥かにレベルが高く、交流もサークルキャンパスライフよりSNSで会う気の合う人の方が楽しい」という趣旨の説明をしており、自身が大学に進学したことについては「インターネットもSNSもスマホもなかった時代だから行ったんだよ」と断りを入れている。また、奨学金制度利用についてもリスクに見合うリターンが無いと冷ややかに見ている[104]。しかし、自著『好きなことだけで生きていく。』において大学校（Horie-takafumi Inovation University、略して“HIU゛）を作った、と述べたが、その後の『バカとつき合うな』（西野亮廣共著）においては、「イノベーションサロン」と表現を後退させており、これは当初官公署の許可が下りると期待していたのが、そうならなかったためである。
- 競馬最強の法則Webのウェブサイトのドメイン名として有名な"k-ba.com"はもともとは1996年に堀江が運営する競馬サイト"The Derby Square"のドメイン名として取得されたが、競馬最強の法則に売却された。また、ウェブサイト設立時は一部コンテンツを引き継いでいる。
- かつてホリエナジーという栄養ドリンクが発売された[105]。しかし、堀江が逮捕されたのを受け、店頭から撤去された[106]。
- ホリエモンに変わる愛称をインターネットの自身のSNSで募集したところ、「ゼンカモン（前科もん）」というあだ名が一番多く上がった[107]。
- テレビアニメ『ワンワンセレプー それゆけ!徹之進』の「ブリエモン」の声優として出演を依頼されたが断っている[108]。
- 2020年コロナ禍において同行者がマスクを着用せず入店拒否された尾道市の餃子屋でのトラブルについての発言をめぐって、2ちゃんねるの創設者の西村博之とTwitter上でトラブルになった。ただし、西村は「おいらはホリエモンは面白いから好きですよ」と述べている[109]。なお2023年9月、同店に対しXにて「餃子屋に対して俺は一ミリも悪いことしてない」「クラファンで焼け太ってる」と評し店長の怒りを買っている[110]。
- 一時期インターネット上で囁かれていた「堀江と西村博之とニューハーフの3P」について2020年1月のYouTube配信で「あれマジな訳ねぇだろ？」と全否定した[111]。
- ヴィーガフォビアであり、2018年には「こんな奴ら（ヴィーガン）のために美味しい肉を食べられない世の中にしたくないので、徹底的に潰します」と発言している[112][113]。
- 前述のニッポン放送買収騒動が一因となり、騒動以降、フジテレビ系列の番組には出演していない[114][115]。
  - ソフトバンクと電通が堀江をCMに出演させる計画が進んでいたが、フジテレビが反対したため頓挫した。なお、大塚製薬が行っていたカロリーメイトの受験生応援企画にも堀江が出演したが、こちらは例外として、フジテレビも許可したため、同局系列でもCMが放映された[114][115]。
  - フジサンケイグループが関わっている企業にも影響が及び、ニッポン放送との関わりが深いJ-WAVEへの出演も一時期不可能だったことを後年『TOKYO SPEAKEASY』（TOKYO FM制作）にて堀江が明らかにしている[116]。
  - 堀江が携わっている事業に関する報道に関してはローカルニュース扱いではあるが、フジテレビ（FNN）の系列局が取材しており、インターステラテクノロジズに関するニュースは北海道文化放送（UHB）で[117]、北九州下関フェニックスやCROSS FMに関するニュースはテレビ西日本（TNC）で[118][119]、BEPPU ONSEN SHOWER FESに関するニュースに関してはテレビ大分（TOS）[注釈 3]で[120]、それぞれ放映されている。また、一部のニュースに関しては取材した系列局からの配信という形でフジテレビ系列28局が共同運営しているFNNプライムオンラインにも掲載されている[121][122]。
  - この買収騒動の際にホワイトナイトとして名乗りを上げていたSBIホールディングス社長の北尾吉孝とも犬猿の仲になっていたが、2022年12月に北尾と和解し、堀江が経営に携わっているインターステラテクノロジズにSBI傘下の投資ファンドが出資することが発表された[123][124]。
  - 2024年に週刊誌報道で発覚した中居正広・フジテレビ問題により、買収騒動の際に対峙していたフジ・メディア・ホールディングス（FMH）相談役の日枝久が退任することが決定してからは急速に和解が進んだ[125]。2025年6月に行われたFMHの株主総会では同社新社長に就任した清水賢治が「（堀江との間で）アドバイスをいただくことや、もしかすると協業みたいなことまで含めて検討する可能性があるかもしれない」と述べたほか[126]、同月7月には情報経営イノベーション専門職大学の特別講義において、堀江と清水の両者が登壇した[127]。
- 2024年6月には貴闘力とスポーツベッティングについて話しており、マイナースポーツ競技の普及や利益獲得による経営改善になる、延いては運動が得意な人のキャリア形成や娯楽創出にもなるとメリットを主張している。また、貴闘力の相撲くじ復活案に同調している。ギャンブル依存症のリスクに関しては「対象が偶々ギャンブルなだけで、アルコールに依存する人もいれば、人に粘着してストーカーになる人もいれば、それも全部依存症なんで…（中略）ギャンブル止めたからって依存症の人がいなくなるわけでもなくて、他のところで依存するだけなので…」との見解を示している[128]。
- 2025年2月13日、外国人留学生に投入される税金を巡り、「日本人の馬鹿に金かけるよりはよっぽどマシだろ」との見解をXで示した[129]。

## 書籍

### 著書
1998年
- 『WebクリエーターのためのWebページ制作実践テクニック―HTML4.0対応』（1998年11月、技術評論社、ISBN 4774106631）

2003年
- 『100億稼ぐ仕事術』（2003年11月、ソフトバンククリエイティブ、ISBN 4797330848）
  - 『100億稼ぐ仕事術』（2005年2月、SB文庫、ISBN 4797330848） 文庫化

2004年
- 『稼ぐが勝ち ―ゼロから100億、ボクのやり方―』（2004年8月、光文社、ISBN 4334974600）
  - 『稼ぐが勝ち ―ゼロから100億、ボクのやり方―』（2005年9月、知恵の森文庫、ISBN 433478383X） 文庫化

同書で「人心は金で買える」「女はお金について来る」と明言している（72ページ）。
- 『堀江貴文のカンタン! 儲かる会社のつくり方』（2004年9月、ソフトバンククリエイティブ、ISBN 4797326948）
- 『プロ野球買います!　―ボクが500億円稼げたワケ―』（2004年9月、あうん、ISBN 4901318209）
- 『100億稼ぐ超メール術 1日5000通メールを処理する私のデジタル仕事術』（2004年11月、東洋経済新報社、ISBN 4492501312）

2005年
- 「僕は死なない」（2005年3月、ライブドアパブリッシング、ISBN 4779400007）
- 『ホリタン―堀江式英単語学習帳』（2005年3月、ライブドアパブリッシング、ISBN 4779400015）
- 『儲け方入門〜100億稼ぐ思考法』（2005年3月、PHP研究所、ISBN 456964094X）
- 『堀江本。2004.1.1ー2005.2.28 ライブドア激動の400日!!』（2005年3月、ゴマブックス、ISBN 4777101185）
- 『ホリエモンの新資本主義! お金持ち¥三択ドリル』（2005年4月、光文社、ISBN 4334974813）
- 『堀江式英熟語学習帳 ホリジュク』（2005年6月、ライブドアパブリッシング、ISBN 4779400074）
- 『ホリエモンの想定外のうまい店』（2005年7月、ライブドアパブリッシング、ISBN 4779400090）
- 『僕が伝えたかったこと』（2005年7月、マガジンハウス、ISBN 4838715919）
- 『堀江式速読英語トレーニング』（2005年7月、ライブドアパブリッシング、ISBN 4779400112）
- 『ライブドアブログで稼ぐ!儲ける!』（2005年8月、ダイヤモンド社、ISBN 4478740348）

2009年
- 『徹底抗戦』（2009年3月、集英社、ISBN 4087805182）
  - 『徹底抗戦』（2010年10月、集英社文庫、ISBN 4087466191） 文庫化
- 『新・資本論 僕はお金の正体がわかった』（2009年7月、宝島社、ISBN 4796672206）
- 『夢をかなえる「打ち出の小槌」』（2009年10月、青志社、ISBN 4903853721）
- 「希望」論（2009年11月、サンガ、ISBN 4904507495）
- 『ホリエモンが目覚めた“頭を使う”ゴルフ』（2009年11月、財界展望新社、ISBN 4879340162）
- 『判決前夜‐堀江貴文の日本バージョンアップ論』（2009年12月、バジリコ、ISBN 4862381537）
- 『人生論』（2009年12月、ロングセラーズ、ISBN 484542164X）
  - 『人生論』（2010年12月、ロング新書、ISBN 4845408570） 新書化

2010年
- 『まな板の上の鯉、正論を吐く』（2010年4月、洋泉社、ISBN 4862485383）
- 『格差の壁をぶっ壊す!』（2010年4月、宝島社、ISBN 4796676503）
- 『稼げる 超ソーシャルフィルタリング』（2010年4月、青志社、ISBN 490385387X）
- 『傷だらけ日本経済につけるクスリ―ホリエモン謹製』（2010年6月、アートデイズ、ISBN 4861191572）
- 『拝金』（2010年6月、徳間書店、ISBN 4198629668）
  - 『拝金』（2013年4月、徳間文庫、ISBN 4198936803） 文庫化
- 『“本物のお金持ち”と結婚するルール―ホリエモンの恋愛講座』（2010年9月、大和出版、ISBN 4804704361）
- 『君がオヤジになる前に』（2010年10月、徳間書店、ISBN 4198630496）

2011年
- 『成金』（2011年2月、徳間書店、ISBN 4198630968）
  - 『成金』（2013年5月、徳間文庫、ISBN 4198936935） 文庫化
- 『ホリエモンの宇宙論』（2011年4月、講談社、ISBN 4062168510）
- 『収監 僕が変えたかった近未来』（2011年6月、朝日新聞出版、ISBN 4023309575）
- 『お金はいつも正しい』（2011年6月、双葉社、ISBN 4575303283）
  - 『お金はいつも正しい』（2012年8月、双葉文庫、ISBN 4575713937） 文庫化
- 『0311再起動 君たちに東日本大震災後の世界を託す』（2011年6月、徳間書店、ISBN 4198632081）
- 『田原総一朗責任編集 ホリエモンの最後の言葉』（2011年7月、アスコム、ISBN 4776206803）

2012年
- 刑務所なう。 シリーズ（文藝春秋）
  - 『刑務所なう。』（2012年3月、ISBN 4163749802）
  - 刑務所なう。シーズン2』（2013年2月、ISBN 4163761004）
    - 『刑務所なう。 完全版』（2014年7月10日、文春文庫、ISBN 416790148X） 文庫化

  - 『刑務所わず。 塀の中では言えないホントの話』 （2014年1月、ISBN 4163765107）
    - 『刑務所わず。 塀の中では言えないホントの話』（2016年7月8日、文春文庫） 文庫化

2013年
- 『堀江貴文の言葉』（2013年5月、宝島社、ISBN 480020321X）
- 『ネットがつながらなかったので仕方なく本を1000冊読んで考えた そしたら意外に役立った』（2013年8月、角川書店、ISBN 4041105285）
- 『ゼロ なにもない自分に小さなイチを足していく』（2013年11月1日、ダイヤモンド社、ISBN 4478025800）

2015年
- 『我が闘争』（2015年1月14日、幻冬舎、ISBN 978-4344027022）
  - 『我が闘争』（2016年12月6日、幻冬舎文庫、ISBN 978-4344425538） 文庫化
- 『あえて、レールから外れる。逆転の仕事論』（2015年5月20日、双葉社）
- 『本音で生きる 一秒も後悔しない強い生き方』（SB新書）（2015年12月4日、SBクリエイティブ）

2016年
- 『堀江貴文責任編集 堀江貴文という生き方』（2016年3月12日、別冊宝島）
- 『君はどこにでも行ける』（2016年3月25日、徳間書店）
- 『99%の会社はいらない』（2016年7月9日、ベスト新書）
- 『ウシジマくんvs.ホリエモン 人生はカネじゃない!』（2016年9月3日、小学館）
- 『なんでお店が儲からないのかを僕が解決する』（2016年10月1日、ぴあ）
- 『なぜ君たちは一流のサッカー人からビジネスを学ばないの?』（2016年11月30日、ワニブックス）
- 『面白い生き方をしたかったので仕方なくマンガを1000冊読んで考えた　→そしたら人生観変わった』 （2016年12月31日、KADOKAWA）

2017年
- 『錬金 』（2017年2月21日、徳間書店）
- 『すべての教育は「洗脳」である 21世紀の脱・学校論』（2017年3月16日、光文社新書）
- 『好きなことだけで生きていく。』（2017年5月9日、ポプラ新書）
- 『多動力』（2017年5月27日、幻冬舎）
  - 『多動力』（2019年4月10日、幻冬舎文庫）文庫化

2018年
- 『自分のことだけ考える。: 無駄なものにふりまわされないメンタル術』（2018年3月28日、ポプラ新書）
- 『ピロリ菌やばい』（2018年4月30日、ゴマブックス）（監修：予防医療普及協会）
- 『仕事も人生も娯楽でいい』（2018年5月24日、宝島社新書）
- 『英語の多動力』（2018年8月9日、ディーエイチシー）
- 『考えたら負け 今すぐ行動できる堀江貴文150の金言 』（宝島社新書）（2018年11月30日、宝島社）
- 『堀江貴文VS.鮨職人 鮨屋に修業は必要か?』（2018年12月14日、ぴあ）

2019年
- 『僕たちはもう働かなくていい』（小学館新書）（2019年2月1日、小学館）
- 『情報だけ武器にしろ。: お金や人脈、学歴はいらない!』 （ポプラ新書 ほ 1-3）（2019年3月28日、ポプラ社）
- 『疑う力 「常識」の99%はウソである』（2019年4月24日、宝島社）
- 『あり金は全部使え 貯めるバカほど貧しくなる』（2019年6月20日、マガジンハウス）
- 『ハッタリの流儀 ソーシャル時代の新貨幣である「影響力」と「信用」を集める方法』（2019年7月10日、幻冬舎）
- 『捨て本』（2019年7月30日、徳間書店）タイトル題字:堀江貴文
- 『小説　多動力：好きなことだけやりきったら、ロケットだって宇宙へ飛ぶはず！』（2019年8月6日、誠文堂新光社）
- 『時間革命 1秒もムダに生きるな』（2019年9月20日、朝日新聞出版）[130]

2020年
- 『遊ぶが勝ち!　他人の時間を生きるな、熱狂して“いま”を生きろ』（カリスマの言葉シリーズ）（2020年1月1日、セブン&アイ出版）
- 『理不尽に逆らえ。: 真の自由を手に入れる生き方』（2020年4月9日）
- 『努力するな。マンガを読め。』（2020年4月30日）
- 『スマホ人生戦略 お金・教養・フォロワー35の行動スキル』（2020年5月11日）
- 『東京改造計画』（2020年5月30日）
- 『堀江貴文VS.外食の革命的経営者』（2020年6月1日）
- 『将来の夢なんか、いま叶えろ。 -堀江式・実践型教育革命-』（2020年9月7日）
- 『それでも君はどこにでも行ける』（2020年11月17日）

2021年
- 『非常識に生きる』（2021年3月11日、小学館集英社プロダクション）
- 『やりきる力』（2021年5月27日、学研プラス）

2022年
- 『最大化の超習慣　「堀江式」完全無欠の仕事術』（2022年1月28日、徳間書店）
- 『キャリア不要の時代 僕が飲食店で成功を続ける理由』（2022年7月1日、ぴあ）

2023年
- 『夢を叶える力: 世界初？AI（CHATGPT）で99％書かれたビジネス書』（2023年2月13日、Independently published）
- 『信用2.0 自分と世界を変える「最重要資産」』（2023年4月24日、朝日新聞出版）
- 『2035 10年後のニッポン ホリエモンの未来予測大全』（2023年7月3日、徳間書店）

2024年
- 『金を使うならカラダに使え。老化のリスクを圧倒的に下げる知識・習慣・考え方』（2024年3月21日、幻冬舎）監修：予防医療普及協会
- 『ネオ東京改造計画』（2024年6月20日、幻冬舎）
- 『いつまで英語から逃げてるの? 英語の多動力New Version: 君の未来を変える英語のはなし』（2024年6月27日、Gakken）
- 『ホリエモンのニッポン改造論 この国を立て直すための8つのヒント』（SB新書）（2024年7月7日、SBクリエイティブ）
- 『僕らとビジネスの話をしよう。～新時代の働き方』（2024年9月7日、大和書房）
- 『ニッポン社会のほんとの正体　投資とお金と未来』（2024年9月27日、徳間書店）

### 共編著、監修
2004年
- 『世界一の金持ちになってみろ!―単純に考えればうまくいく』（竹村健一共著）（2004年10月、太陽企画出版、ISBN 4884664094）

2005年
- 『運命の人とメールでつながる 幸せなネット結婚』（ハーシー著、堀江貴文監修）（2005年6月、ゴマブックス、ISBN 4478740348）
- 『勝つためのインターネットPR術』（神原弥奈子共著）（2005年6月、日経BP出版センター、ISBN 4822244598）
- 『図解 100億稼ぐ株成功術―基礎からわかる世界一こころ強い株の本』（ライブドア証券著、堀江貴文監修）（2005年11月、ゴマブックス、ISBN 4777101533）
- 『ライブドアの世界一になるキャッシュフロー経営』（宮内亮治共著）（2005年12月、サイビズ、ISBN 4916089502）

2009年
- 『COURRiER Japon 2009年8月号 堀江貴文責任編集「宇宙はそんなに遠くない」』（2009年7月、講談社）
- 『ホリエモン×ひろゆき 語りつくした本音の12時間 「なんかヘンだよね・・・」』（西村博之共著） （2009年9月、集英社、ISBN 4087805336）

2010年
- 『そこまで言うか!』（勝間和代、西村博之共著）（2010年9月、青志社、ISBN 4905042003）
- 『田原総一朗責任編集 2時間で人生が変わる! 嫌われることを恐れない突破力! 世間という牢獄から脱出する方法』（勝間和代共著） （2010年10月、アスコム、ISBN 4776206382）

2011年
- 『儲けたいなら科学なんじゃないの?』（成毛眞共著）（2011年3月、朝日新聞出版、ISBN 4023309230）
  - 『儲けたいなら科学なんじゃないの?』（2011年3月、朝日文庫、ISBN 978-4022618153） 文庫化
- 『わたしの3・11 あの日から始まる今日』（著者16人のうちの1人）（2011年5月、毎日新聞社、ISBN 4620320633）
- 『嫌われ者の流儀』（茂木健一郎共著）（2011年6月、小学館、ISBN 4093798222）
- 『だからテレビに嫌われる』（上杉隆共著）（2011年9月、大和書房、ISBN 4479392173）

2013年
- 『金持ちになる方法はあるけれど、金持ちになって君はどうするの?』（西原理恵子他多数共著）（2013年4月、徳間書店、ISBN 4198636044）
- 『日本改造計画2013 [Kindle版]』（小沢一郎、茂木健一郎共著）（2013年7月、シアター・テレビジョン）
- 『我々はアノニマス 天才ハッカー集団の正体とサイバー攻撃の内幕』（パーミー・オルソン著、竹内薫訳、堀江貴文：序文・監修）（2013年11月1日、ヒカルランド、ISBN 4864711577）
- 『福島第一原発観光地化計画 思想地図β vol.4-2』（東浩紀著）（2013年11月15日、ゲンロン、ISBN 4907188021） 堀江貴文が共著の1人。

2014年
- 『瀬戸内寂聴×堀江貴文 対談 1～16』（2014年、カドカワ・ミニッツブック）
- 『ホリエモンとオタキングが、カネに執着するおまえの生き方を変えてやる!』（岡田斗司夫共著）（2014年5月30日、徳間書店、ISBN 4198638071）
- 『死ぬってどういうことですか? 今を生きるための9の対論』（瀬戸内寂聴共著）（2014年9月、角川フォレスタ）
- 『もう国家はいらない』（田原総一朗との共著）（2014年10月、ポプラ新書）
- 『マネーと国家と僕らの未来』（茂木健一郎、金杉はじめ共著）（2014年12月、廣済堂出版）
- 『TERIYAKI presents ばかウマ』（テリヤキ編集部共著）（2014年11月19日、小学館）

2015年
- 『竹中先生、「お金」について本音を話していいですか?』（竹中平蔵共著）（2015年2月27日、ワニブックス）

2016年
- 『生とは、死とは』（角川新書）（2016年4月10日、KADOKAWA 中経出版） 瀬戸内寂聴共著
- 『図解でわかる 指名される技術 -六本木ホステスから盗んだ、稼ぐための仕事術ー』（2016年9月2日、ゴマブックス）
- 『むだ死にしない技術』（2016年9月21日、マガジンハウス） 予防医療普及協会共著
- 『ジョブズ 100の言葉』（2016年10月7日、宝島社 ）監修
- 『ホリエモン×ひろゆき やっぱりヘンだよね ~常識を疑えば未来が開ける~』（2016年10月26日、集英社）
- 『ニコニコ超トークステージ　ネット言論はどこへいったのか？ 』（2016年11月8日、KADOKAWA/角川学芸出版） Kindle版

2018年
- 『マンガで身につく 多動力』 （NewsPicks Comic）（原作。星井博文、三輪亮介）（2018年3月1日、幻冬舎コミックス）
- 『属さない勇気: まんがでわかる「ウシジマくん×ホリエモン」生き方改革』（原案：真鍋昌平、作画松本勇祐）（2018年3月12日、小学館）
- 『10年後の仕事図鑑』（落合陽一共著）（2018年4月5日、SBクリエイティブ）
- 『健康の結論』（予防医療普及協会共著）（2018年6月28日、KADOKAWA）
- 『これからを稼ごう　仮想通貨と未来のお金の話』（監修：大石哲之）（2018年6月30日、徳間書店）
- 『バカとつき合うな』（西野亮廣共著）（2018年10月26日、徳間書店）
- 『ぴりから 私の福岡物語』（2018年11月30日、幻冬舎）第一話 堀江貴文「1991年 俺のDESIRE」

2019年
- まんがでわかる 絶対成功!ホリエモン式飲食店経営 『サラリーマンは300万円で小さな会社を買いなさい』外伝（ビジネスモーニング 2）（2019年2月22、講談社）監修
- マンガ版 「好き」を仕事にして生きる（中野一気共著）（2019年3月27、宝島社）

2022年
- 心を鍛える（藤田晋共著）（2022年2月17日、KADOKAWA）
- 女性の「ヘルスケア」を変えれば日本の経済が変わる（三輪綾子共著）（2022年6月10日、青志社）
- 決定版! お金の増やし方&稼ぎ方（山崎元共著）（2022年6月29日、徳間書店）
- 『不老不死の研究』（予防医療普及協会共著）（2022年12月14日、幻冬舎）

2023年
- 『堀江貴文のChatGPT大全』（荒木賢二郎共著）（2023年8月1日、幻冬舎）

2024年
- 『弱者の兵法 折られてしまいそうな君たちへの遺言』（斎藤由多加共著）（2024年10月2日、KADOKAWA）
- 『堀江・後藤流　投資の思考法』（後藤達也共著）（2024年10月28日、ニューズピックス）
- 『どうしたらサイバー攻撃から企業を守れるのか』（小林智彦共著）（2024年11月6日、アクト）

### 関連書籍
- 本人vol.09,10,11（2009年、太田出版）
- 「リリー・フランキーの人生相談」（リリー・フランキー著、相談45で堀江貴文が相談）（2009年10月、集英社、ISBN 4087805220）
- 「就職しない生き方 ネットで「好き」を仕事にする10人の方法」（2010年4月、インプレスジャパン、ISBN 4844328514）- 取材された10人のうちの1人。
- 「特捜神話の終焉」（郷原信郎著、堀江貴文が対談ゲスト4人のうちの1人）（2010年7月、飛鳥新社、ISBN 4864100314）
- 「IT起業家10人の10年」（滝田誠一郎著）（2014年3月、講談社、ISBN 4062188171）- インタビューを受けた1人。
- ローリングストーン日本版 2014年5月号（2014年4月、アトミックスメディア）
特集「これでいいのか!?日本国憲法 揺れ動く今こそ、その是非を問う！」でインタビューを受けた1人。
- 「宇宙エレベーターの本: 実現したら未来はこうなる」（2014年6月26日、宇宙エレベーター協会編集）インタビューを受けた1人。
- 「起業のリアル」（2014年6月27日、田原総一朗著） - 田原総一朗と特別対談。
- 文藝春秋 2015年1月号 （2014年12月10日、文藝春秋） - 「孫正義の出現　グリグリとエグいことができる人」を寄稿。

### 漫画
- ドラゴン桜（著作：三田紀房）- 単行本7巻巻末に「堀江貴文特別講義」を寄稿
- マンガ版 新・資本論（2010年11月、宝島社、ISBN 4796677593）
  - マンガ版 堀江貴文の「新・資本論」 （2018年9月10日、宝島社新書） 新書化
- 拝金（作画：竹谷州史）- 漫画原作。
『月刊コミックゼノン』（徳間書店）にて2011年2月号から同年10月号にかけて連載。全2巻。
- ホリエ戦記 ホリエモン闘牌録（作画：本そういち）- 漫画原作。
『近代麻雀』（竹書房）にて2012年1月1日号から連載。全2巻。
- 300Y飛ばしちゃってもいいですか？（作画：西アズナブル）- 監修：堀江貴文・武市悦宏。
ゴルフ漫画誌『ボギー』（ゴルフダイジェスト社）にて2013年11月号（創刊号）から連載。
- 刑務所いたけど何か質問ある？　マンガ『刑務所なう。＆わず。』完全版（作画：西アズナブル）（2014年2月14日、文春e-Books）- 原作。
電子書籍オリジナルコミック。
シリーズ3冊『刑務所なう。』『刑務所なう。シーズン2』『刑務所わず。』の実録マンガ部分をまとめたもの。

## プロデュース・監修など
スマホアプリ
- グルメアプリ「TERIYAKI」（堀江貴文プロデュース）- 2013年11月3日正式リリース。
- 焼肉仲間を探すサービス「焼肉部」（堀江貴文プロデュース）- 2014年1月14日オープン。
- 公開トークライブアプリ「7gogo」（堀江貴文・藤田晋による共同監修） - 2014年2月13日提供開始。
- ゴルフ好きな大人たちが集う、ソーシャル部活動「ゴルフ部」（堀江貴文プロデュース）- 2014年6月2日リリース。
- ビットコインをスマホで管理・送受信できるウォレット「zaif」（堀江貴文アドバイザー）- 2014年7月ベータ版公開

オンラインサロン
- 堀江貴文イノベーション大学校（Takafumi Horie Inovation University, HIU）- DMMオンラインサロン

　2014年8月設立

　2017年 2月 4日 六本木ホリエモン祭開催

　2017年 3月11日 ホリエモングルメ祭 in 福岡
教育
- ホリエモンAI学校（堀江貴文プロデュース）

モバイル
- HORIE MOBILE（エックスモバイル）
  - ホリエのWiFi（堀江貴文プロデュース）

スポーツ
- Jリーグ・アドバイザー（2015年8月就任、Jリーグ）梅澤高明、冨山和彦、夏野剛、西内啓と共に就任。

自治体 特別顧問
- 大阪府 大阪市 特別顧問（国際博覧会〈万博〉担当）（2017年1月19日就任）

カレンダー
- 堀江貴文 超成長 日めくりカレンダー（2015年4月 - 2016年3月の366日分）（2015年2月21日、双葉社）

イベント
- ホリエモンのすごいBBQ!!!（堀江貴文プロデュース）2014年 -
- HORIEXPO 2024 TOCHIGI～グルメとビジネスの祭典～ ホリエキスポ栃木 栃木ホリエモン対談（2024年3月10日、ライトキューブ宇都宮）
- 別府温泉ぶっかけフェス 2023年 -

お店
- マンガサロン「トリガー」（堀江貴文プロデュース）2015年6月17日グランドオープン

サプリ
- カンゾウサプリ（堀江貴文プロデュース）2014年12月発売
- SUIT

フード
- 福岡県・三原豆腐店「豆腐生チョコ」（堀江貴文プロデュース）- 2014年2月、WEB上で100個限定発売（2時間で完売）。
- 堀江貴文×カリガリ企画「（略して）刑務所カレー」- 2014年4月8日発売。初回生産6000食。
「（略して）刑務所カレー」とは「堀江貴文が刑務所の中で外に出たら食べようと夢想い描いた至極のイノベーションカレー」の略。
- パン屋 小麦の奴隷（堀江貴文プロデュース 2020年4月1号店開店）2023年5月29日、出店100店舗達成
- WAGYUMAFIA ポテトチップス ULTRA GARLIC（2021年10月 ファミリーマート）
- WAGYUMAFIA ULTRA HIGHBALL（2022年10月 ファミリーマート）
- WAGYUMAFIA ULTRA ペヤング（2023年12月 ファミリーマート）
- 餃子居酒屋 近未来餃子H（2022年12月26日）

ドリンク
- HYBRID DRINK「HOLIXER（ホリクサー）」250ml

ボードゲーム
- 人生ゲーム M&A（タカラ、2005年9月）監修：堀江貴文、イラスト：五月女ケイ子

その他
- Nina（AV女優、2010年9月）- 堀江貴文全面プロデュースでデビュー。

アイドル
- 東京藍小町（2017年）
- 九尾狐-QPOICCO-（2017年）

トークライブハウス
- TALK LIVE & BAR「SHAVEL（シャベル）」（2023年12月）

## モデル
- 堀江貴文が惚れたスーツ「WWSワークウェアスーツ」公式モデル（2023年12月）[131]

## メディア出演

### 配信
配信ドラマ
- 闇金ウシジマくん スピンオフドラマ
2014年10月24日よりTSUTAYA限定でDVDレンタル開始されている
  - 太客h.のエロリアーノな毎日（2010年10月、ニコニコ動画） - 主演・太客h. 役
  - 太客h.帰還の挨拶と夢の大ぼうけん（2014年1月、ニコニコ動画） - 主演・太客h. 役
- やれたかも委員会（2018年3月10日、AbemaTV） - 堀江貴文 役[132]

ドキュメンタリー番組
- ドラゴン堀江（2018年11月6日 - 2019年3月10日[注釈 4]、AbemaTV）

ニュース番組
- 情熱報道ライブ「ニューズ・オプエド®」（2016年6月2日から不定期出演 NOBORDER NEWS TOKYO）
- HORIE ONE（2019年5月11日 - 、NewsPicks）隔週月曜22時

### 映画
- AZM48 the movie ビギンズナイト（2011年2月26日、合同会社コンテクチュアズ、入江悠監督）- 彫絵文太 役（特別出演）[133]
- BLUE FIGHT 〜蒼き若者たちのブレイキングダウン〜（2025年1月31日、ギャガ / YOAKE FILM、三池崇史監督）[134]

### ミュージック・ビデオ
- 恋するフォーチュンクッキー PLANETS Ver.（PLANETSの自主制作）- 出演。

### テレビ番組
- 平成教育予備校（2005年1月16日 - 2月、フジテレビ）
- そこまで言って委員会NP（読売テレビ）
- たかじんNOマネー（テレビ大阪）
- 5時に夢中!（2014年4月 - 、月1回レギュラー、TOKYO MX）
- 千原ジュニアのヘベレケ（東海テレビ）
- サンデージャポン（準レギュラー、TBSテレビ）
- 橋下×羽鳥の番組（テレビ朝日）
- 田村淳の訊きたい放題（TOKYO MX）
- 平成ネット史（仮）（NHK Eテレ）
- クイズ$ミリオネア（フジテレビ）

### ラジオ
- TOKYO SPEAKEASY（2023年4月 - 、TOKYO FM）日替わりレギュラー

### CM

#### 放映中のCM
- ホリエモンAI学校（2025年5月12日 - ）[135]

#### 放映が終了したCM
- livedoor Blog
- 八ちゃん堂
- livedoor AUTO

### 舞台
- ミュージカル「クリスマスキャロル」 - 主演・スクルージ役 （2010年 - 、2019年より堀江貴文プロデュース＆主演）
  - ニコニコミュージカル第1弾「クリスマス・キャロル」（2010年12月22日 - 26日、博品館劇場）
  - ミュージカル「クリスマスキャロル」（2018年12月12日 - 16日、東京キネマ倶楽部）[136]
  - ミュージカル「クリスマスキャロル」（2019年12月11日 - 15日、東京・東京キネマ倶楽部、24日 - 25日 大阪・味園ユニバース）
  - ミュージカル「クリスマスキャロル2020」（2020年12月9日 - 15日、東京キネマ倶楽部）[137]
  - ミュージカル「クリスマスキャロル2022」（2022年12月7日 - 13日、東京キネマ倶楽部）
  - ミュージカル「クリスマスキャロル2023」（2023年12月7日 - 13日、東京キネマ倶楽部）
- 舞台「人狼TLPT」（2015年2月14日・情報通信交流館E-とぴあ・かがわ、12月22日・博多リバレインホール、2016年2月13日・THE ROOM SPステージ）
- ミュージカル「ブルーサンタクロース」（2024年12月12日～18日、東京キネマ倶楽部）- 主演・スクルージ役（鈴木おさむ書き下ろし、堀江貴文プロデュース＆主演）

### DVD
- 堀江社長の起業家セミナー 100億稼ぐネットベンチャー虎の巻（DISC 1、DISC 2、2004年）- 全2巻
- 球界再編（始動、改革、展望、2005年）- 全3巻。プロデューサー - テリー伊藤
- 新・資本論（2009年9月、レンタルのみ）
- 堀江貴文人生論（2009年12月、レンタルのみ）
- 堀江貴文宇宙論（2010年4月、レンタルのみ）
- 堀江貴文ビジネスマスターシークレット（2010年6月）- 12枚組
- ホリエモン学校（2010年、非売品、500セット限定）- 6枚組。2009年に行われた堀江貴文によるビジネススクールでの講義をDVD化。DVD『堀江貴文ビジネスマスターシークレット』購入者先着500名に無料で非売品特典としてついたもの。
- 堀江貴文のワンダフル・ライフ vol.1（2010年12月）
- 社長辞めても年収1億 ホリエモンが教える中学生でも金持ちになる方法（2011年2月）
- ニコニコミュージカル「クリスマス・キャロル」（2011年3月、ドワンゴ・ミュージックエンタテインメント）- 主演・スクルージ役
- ホリエモンチャンネル ベストセレクション 1（2014年）

### 音楽活動
ホリエモン&CEO
- 配信
  - NO TELEPHONE（2019年12月25日）
  - TOKYO（2020年6月8日）

ハッカーズ
- 配信
  - ゼロ 〜裸の俺たち〜（2014年2月28日）
  - 卒業（2014年3月20日）
  - ひとりきりのBirthdayParty（2014年5月30日）
  - MONEY 〜マネーと国家と僕らの未来〜（2014年11月）
- CD
  - ゼロ 〜裸の俺たち〜（2014年6月、ミニアルバム）作詞、リードボーカル

ホリエモン
- チョメチョメ（2025年1月29日、日本コロンビア COCA-18237）

## 現在の所有馬
- タドウリョク[138]

## かつての所有馬
- ホリエモン
- トキニワパンチ
- シルフ

## 主な麻雀戦績
- 麻雀最強戦2016著名人代表決定戦優勝、ファイナル敗退（ベスト16）
- 麻雀最強戦2020著名人最強決戦優勝、ファイナル1st勝ち抜け、2nd敗退（ベスト8）